# Bas van Prooijen
 (février 2019).
Si vous disposez d'ouvrages ou d'articles de référence ou si vous connaissez des sites web de qualité traitant du thème abordé ici, merci de compléter l'article en donnant les références utiles à sa vérifiabilité et en les liant à la section « Notes et références ».
Bas van Prooijen, né le 28 août 1994, est un acteur néerlandais.

## Filmographie

### Cinéma et téléfilms
- 2009 : Verborgen verhalen (nl) : Dennis
- 2009-2010 : Slot Marsepeinstein (nl) : Jonas
- 2011 : De sterkste man van Nederland (nl) : Luuk
- 2011 : Van God Los (nl) : Rody
- 2012 : VRijland (nl) : Lars
- 2012 : Goede tijden, slechte tijden : Niels Verpaalen
- 2012 : My Life on Planet B : Marcel
- 2013 : Bobby et les chasseurs de fantômes (nl) : Benno
- 2013 : De Leeuwenkuil (nl) : Harlte, Le garçon
- 2014 : Moordvrouw : Le garçon
- 2014 : SpangaS : Max
- 2014 : Flikken Maastricht : Sander Reynders
- 2014 : Oorlogsgeheimen (nl) : Pieke
- 2014 : P : Le fils
- 2014 : Dansen op de vulkaan (nl) : Stefan
- 2015 : Armada : Gijs
- 2015 : Jack bestelt een broertje (nl) : Stefan, l'agent
- 2018 : Force (nl) : Kenneth
- 2018 : Gewoon Vrienden : Le gars no 1